# Leonhard Lechner
Pour les articles homonymes, voir Lechner.
Leonhard Lechner, né dans la vallée de l'Adige (Tyrol du Sud), en 1553 et mort en 1606 à Stuttgart, est un compositeur allemand de la Renaissance tardive. À l'époque, la vallée de l'Adige (en allemand Etschtal) appartenait à l'Empire autrichien. La majorité des habitants parle encore aujourd'hui l'un ou l'autre des dialectes alémaniques.

## Biographie
Quelques incertitudes planent sur sa vie et son parcours. Jusqu'en 1570, il a été garçon de chœur à la cour de Munich auprès de Roland de Lassus, dont il aurait été l'élève, et aussi à la ville de Landshut en Bavière. Ensuite il a voyagé, peut-être jusqu'en Italie.
De Munich, il est ensuite allé  en 1575 à Nuremberg, où il a publié un premier recueil de ses compositions. Il a été actif au sein de l'école Saint-Laurent de la ville. Là, il s'est converti au protestantisme et a connu une période créatrice fructueuse.
Il est passé par la suite au service du comte de Hohenzollern à Hechingen auprès duquel il a exercé la fonction de maître de chapelle. Mais en raison de conflits avec son employeur, il a fui vers la France et a bénéficié de la protection de Louis de Wurtemberg. Il a vainement essayé d'obtenir le poste de maître de chapelle à la cour de Dresde.
Finalement, il a exercé plusieurs fonctions successives au sein de la cour de Stuttgart, notamment les fonctions de compositeur de la cour, puis, dès 1595, celles de maître de chapelle (remplaçant Balduin Hoyoul). C'est alors qu'il a acquis sa plus grande notoriété.
Le calendrier liturgique protestant l'honore chaque 10 septembre.

## Œuvres
Lechner a joué un rôle important dans le développement de la chanson allemande dans la seconde moitié du XVIe siècle. Au sein de l'Église protestante, il a notamment contribué au développement du chant d'église allemand et son œuvre sur l'histoire de la Passion du Christ a servi de modèle pour beaucoup de compositeurs ultérieurs.
Il a écrit environ 160 Lieder dont le style lie la mélodie des lieds allemands, les formes italiennes de la canzone et de la villanelle et des éléments polyphoniques.
De même, dans ses derniers motets allemands, il réalise la fusion de tout ce qu'on trouve entre Roland de Lassus et Heinrich Schütz dans ce domaine.
Voici quelques-unes de ses œuvres et leurs dates de publication:
- Motectae sacrae, 1575
- Newe Teutsche Lieder zu drey Stimmen, 1576
- Der ander Theyl Newer Teutscher Lieder zu drey Stimmen, 1577
- Newe Teutsche Lieder mit Vier und Fünff Stimmen, 1577
- Sanctissimae virginis Mariae canticum, quod vulgo Magnificat inscribitur, secundum octo vulgares tonos, 1578
- Newe Teutsche Lieder, 1579
- Sacrarum cantionum, liber secundus, 1581
- Iohanni Neudorffero sponso... ac Iustinae Henzin sponsae.. psalmum hunc Davidicum (Beati quorum remissae sunt), 1581
- Newe Teutsche Lieder mit fünff und vier Stimmen, 1581
- Harmoniae miscellae Cantionum Sacrarum, 1583
- Liber Missarum Sex et Quinque Vocum, 1584
- Neue lustige Teutsche Lieder nach Art der Welschen Canzonen, 1586 (deuxième édition 1588)
- Septem Psalmi poenitentiales, 1587
- Neue Geistliche und Weltliche Teutsche Lieder mit fünff und vier stimmen, 1589
- Epitaphia, 1593
- Deutsche Sprüche von Leben und Tod, des manuscrits posthumes de 1606